# Ejido de Huichapan
Ejido de Huichapan är en ort i Mexiko.   Den ligger i kommunen Huichapan och delstaten Hidalgo, i den sydöstra delen av landet, 120 km nordväst om huvudstaden Mexico City. Ejido de Huichapan ligger 2 160 meter över havet och antalet invånare är 300.
Terrängen runt Ejido de Huichapan är platt åt nordväst, men åt sydost är den kuperad. Runt Ejido de Huichapan är det ganska glesbefolkat, med 42 invånare per kvadratkilometer. Närmaste större samhälle är Nopala de Villagran, 9,8 km sydost om Ejido de Huichapan. I omgivningarna runt Ejido de Huichapan växer huvudsakligen savannskog.